# Coenraad Tamse
Coenraad Arnold (Coen) Tamse (Zwolle, 21 juli 1937 – Haren (Groningen), 26 november 2021) was een Nederlands historicus, gespecialiseerd in de geschiedenis van politieke cultuur en in Europese dynastieke geschiedenis en emeritus hoogleraar van de Rijksuniversiteit Groningen.

## Loopbaan
Tamse studeerde vanaf 1956 geschiedenis aan de Rijksuniversiteit Utrecht. Na zijn studie was hij eerst onderzoeker in Brussel en vervolgens docent in Londen. Hij promoveerde in 1973 cum laude aan de Rijksuniversiteit Groningen, op het proefschrift Nederland en België in Europa (1859-1871): de zelfstandigheidspolitiek van twee kleine staten. Hij doceerde als Universitair Hoofddocent aan diezelfde universiteit, waar hij colleges gaf in de nieuwste geschiedenis. 
Als onderzoeker en publicist ontwikkelde hij zich tot een deskundige op het gebied van de dynastieke geschiedenis, waarbij zijn onderzoek naar koningin Sophie, vrouw van koning Willem III opzien baarde door het openbaren van briefwisselingen, waaruit bleek welke grote rol koningin Sophie gespeeld had in de Europese diplomatie. Hij schreef en redigeerde talloze boeken op het gebied van het Nederlands koningshuis. In 2001 werd hij op voordracht en omwille van de Kitty van Vloten Stichting benoemd tot bijzonder hoogleraar met als leeropdracht Geschiedenis van de politieke cultuur in Nederland. Hij zou deze leerstoel bezetten tot zijn emeritaat in 2005.
Tamse was een geliefd docent en bediende zich, in navolging van zijn leermeester E.H. Kossmann vaak van de stijlfiguur van de ironie. Vanaf 2012 was hij voorzitter van de Prins Willem de Eerste Herinneringsstichting. Coenraad Arnold Tamse overleed in 2021 op 84-jarige leeftijd.

## Over Tamse
- Henk te Velde: 'Levensbericht Coenraad Arnold Tamse'. In: Jaarboek van de Maatschappij der Nederlandse Letterkunde 2021-2022, pag. 235-243